# Templo de Augusto (Barcelona)
O Templo de Augusto em Barcelona foi um templo romano dedicado ao culto imperial do imperador Augusto construído em Barcino, colônia fundada com a permissão de Augusto, que seria com o passo do tempo a cidade de Barcelona. Foi a parte central do fórum sob o cume do Monte Táber, atualmente em Carrer del Paradís número 10, no então chamado Bairro Gótico da cidade. A dedicação para Augusto é tradicional, mas não comprovada.

## Arqueologia
Se ainda em uso no século IV d.C., o templo teria sido fechado durante a perseguição aos pagãos sob os imperadores cristãos. Em um ponto na história o templo foi demolido, e suas ruínas não foram descobertas até finais do século XIX, quando três de suas colunas apareceram durante as obras de construção da sede do Centro Excursionista da Catalunha. Uma quarta coluna foi então exibida na Plaza del Rey e foi mais tarde adicionada para a estrutura, como pode ser vista hoje em dia. É provável que a construção do templo tenha começado na época de Tibério, que foi quem instituiu um culto de Augusto.
De acordo com Josep Puig i Cadafalch, o arquiteto Antoni Celles escreveu uma vez uma descrição completa e um mapa da planta do templo durante as diversas escavações no início de 1830, financiadas pela Câmara de Comércio de Barcelona. Parece que a hipótese de que o templo estava dedicado para Augusto é reafirmada pelo mesmo Puig i Cadafalch, que também o descreve como sendo um templo do tipo períptero e hexastilo, com onze colunas em cada asa, incluindo colunas de canto, e com seis na parte frontal e mais seis no posticum. O edifício inteiro poderia ter tido 35 x 17.5 metros em tamanho, erguido em um pódio de um terço da altura das colunas.
Foi nomeado um Bem Cultural de Interesse Nacional (Catalão: Bé cultural d'interés nacional) em 1931.
O Templo de Augusto é um dos patrimônios do Museu de História de Barcelona (MUHBA).

## História
A existência destas colunas está documentada desde o século XIV, e com mais certeza, desde o século XV. Diversos autores referem-se, e dão as interpretações mais variadas, desde os que consideravam que formava parte da tumba dos lendários reis hispânicos, da de Hércules ou de Ataulfo, até que faziam parte de um aqueduto que trazia água para a cidade. Segundo outras opiniões, as colunas pertenciam a um templo que a tradição considerava dedicado para Hércules. Os estudos e escavações realizadas no século XIX pelo arquiteto Antoni Celles i Azcona levou-o à conclusão de que era um templo hexastilo (isto é, que tinha seis colunas na parte frontal) e períptero (com colunas ao entorno da cela), de 17,5 m por 44 m, e que atribui erroneamente aos cartagineses. Puig i Cadafalch e Agustí Duran i Sanpere o vão situar nos derradeiros tempos da República Romana, ou mais provavelmente nos primeiros anos do Império Romano. Desde o nascimento de Barcino romano, como é possível assegurar a partir de diversos achados arqueológicos, em tempos de Augusto, o templo não pode ser anterior a essa data. Os estudos estilísticos das colunas e a situação do templo, que possivelmente fazem parte do primeiro planejamento urbano da cidade, fazem pensar que a sua cronologia deve ser situada no início do século I d.C. É suposto que estivesse dedicado para Augusto, como aconteceu em outras cidades romanas fundadas na mesma época.
Se sabe que no século passado se conservou mais colunas. Em 1850, após demolir uma casa do bairro da Llibreteria, que prejudicava, os fragmentos dos quais foram refeitos, foram destinados ao museu lapidário da Capela de Santa Àgata, mas por suas dimensões mássicas grandes, se teve de deixar-los a céu aberto, na Praça do Rei. Em 1906, todo o edifício do bairro de Paradís, 10 foi restaurado pelo arquiteto Domènech i Montaner. Em 1929, foram encontrados alguns fragmentos de cornice na casa dos Cânones. Em 1956, a coluna da Praça do Rei foi instalada junto com as outras, conservadas in situ ao local onde se encontra atualmente.

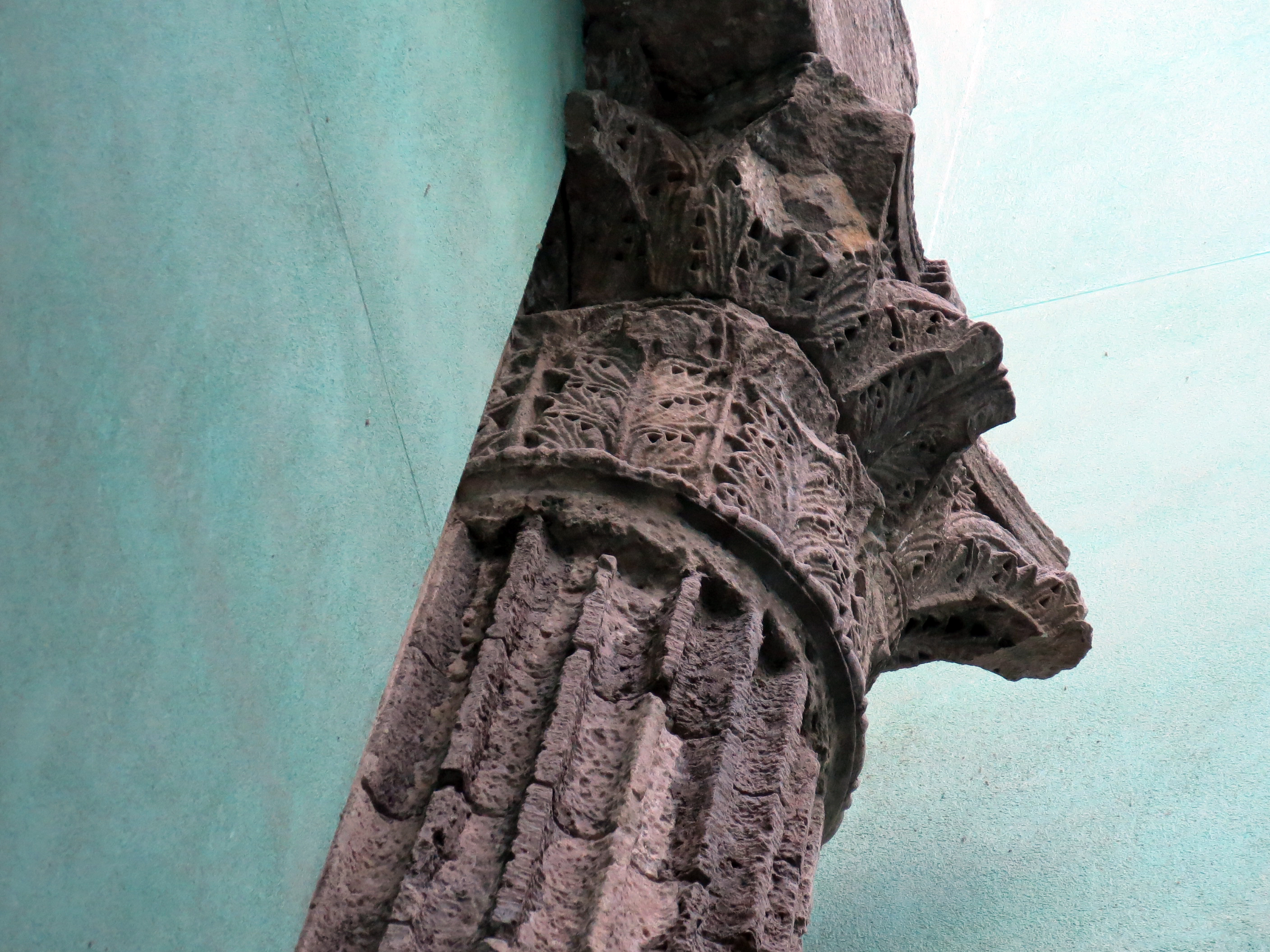
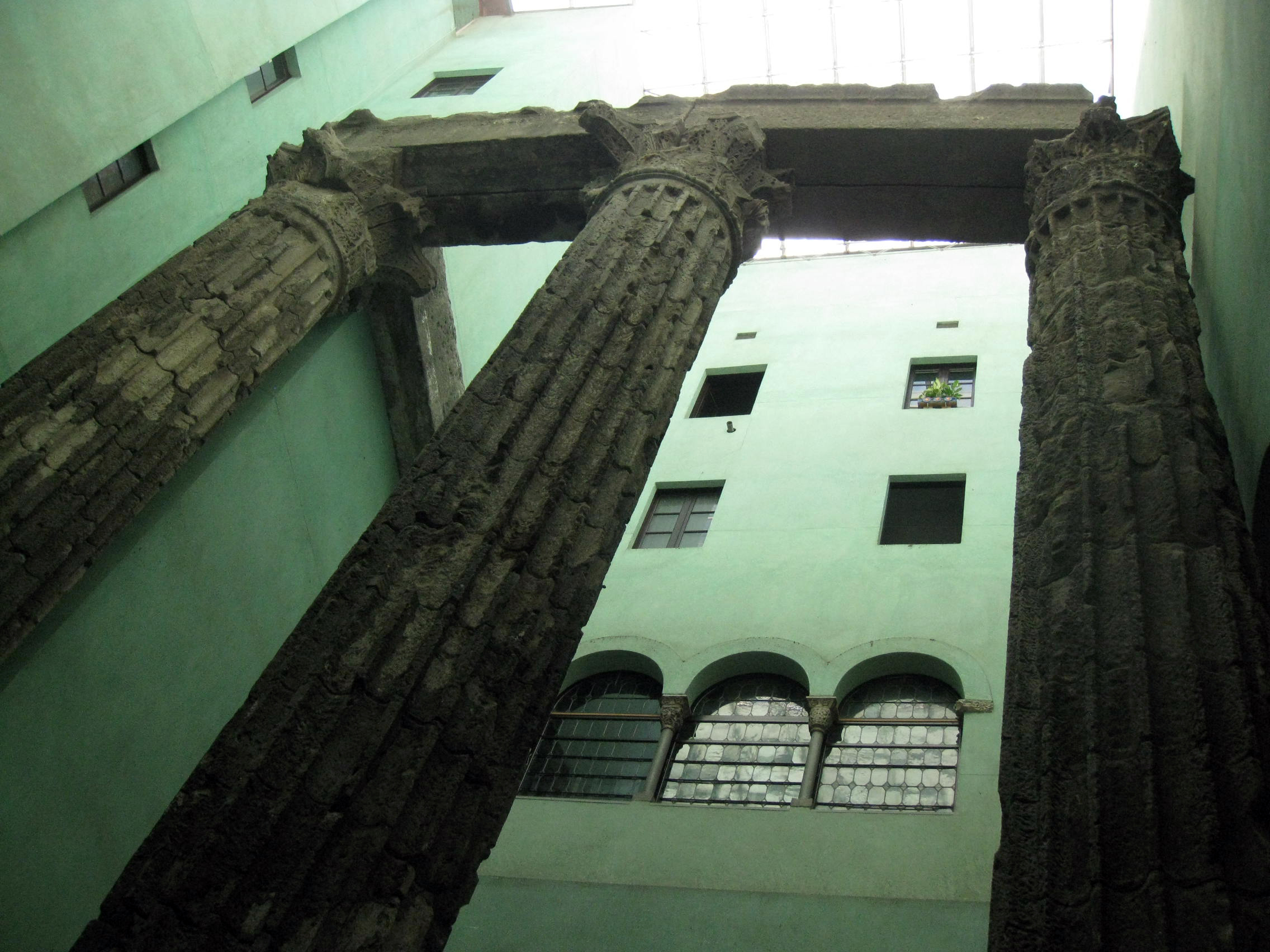
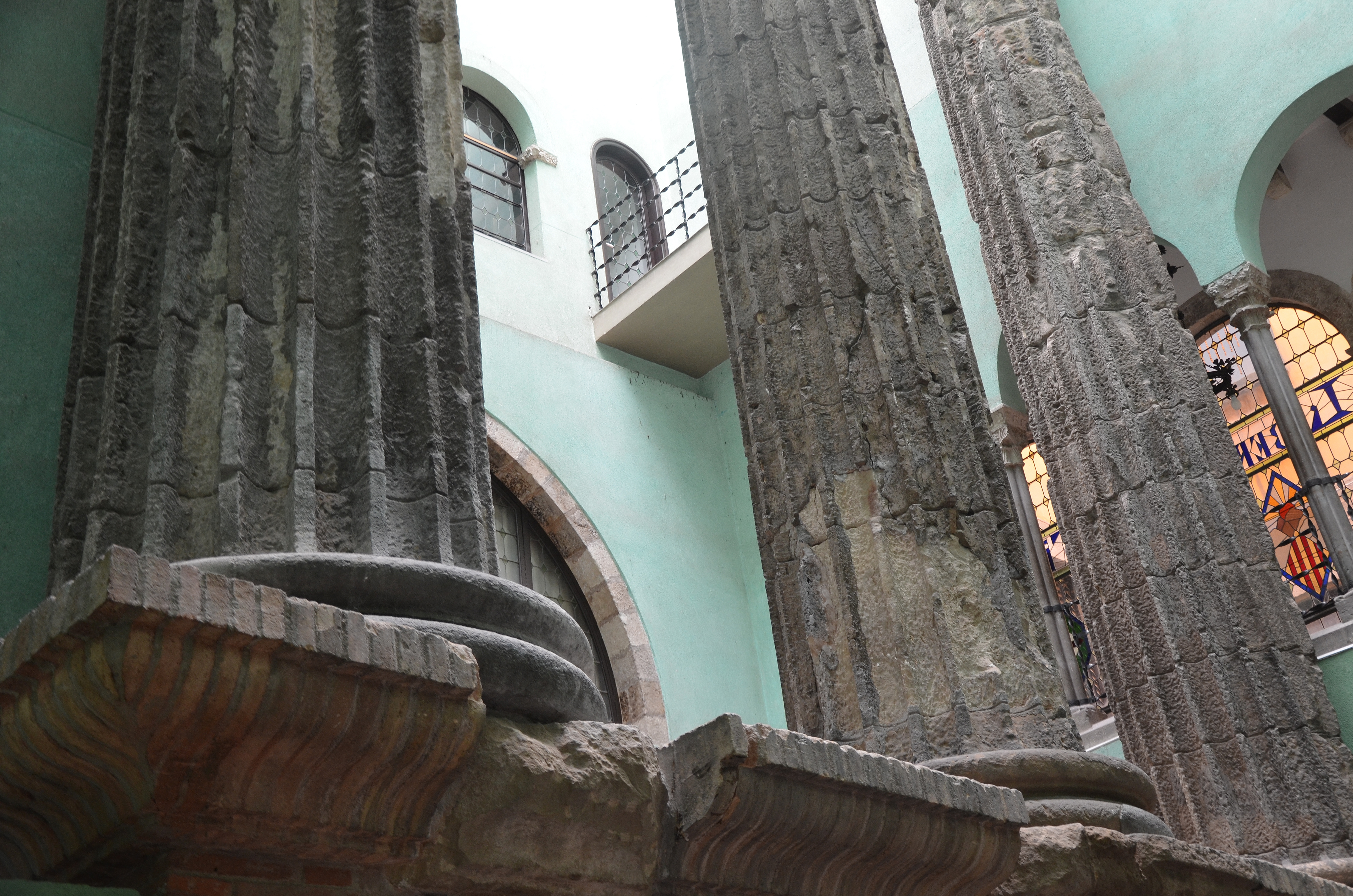